# Indiot de Nulles
L'Indiot de Nulles és és una figura del bestiari popular de Nulles (Alt Camp), que representa un gall d'indi. Fou creat el 2002 pel constructor de bestiari Lluís Musté. Mesura 1,90 m d'alçada. Participa, entre d'altres, a les Festes Majors de Nulles, acompanyat del so de les gralles i els timbals.